# Shake Your Body (Down to the Ground)
Shake Your Body (Down to the Ground), conosciuta anche solo come Shake Your Body, è una canzone del gruppo musicale statunitense The Jacksons pubblicata l'8 dicembre 1978 come secondo singolo estratto dall'album Destiny.
Entrò alla posizione numero 3 della classifica dei singoli soul di Billboard e alla numero 7 della classifica generale di Billboard diventando il primo singolo multiplatino della band e il più venduto, con oltre 2,5 milioni di copie.

## Descrizione
Shake Your Body fu prodotta dai fratelli Jackson e scritta da Randy e Michael Jackson. Fu reinserita in diverse raccolte sia di Michael che dei Jacksons: Michael Jackson: The Ultimate Collection del 2004 (sia in versione singolo che di demo, con il titolo Shake A Body), in The Very Best of The Jacksons nello stesso anno, in The Essential Michael Jackson nel 2005 e nella raccolta This Is It del cantante solista, pubblicata postuma nel 2009.
Dopo la morte di Michael Jackson, avvenuta il 25 giugno 2009, la canzone rientrò in alcune classifiche a livello mondiale e alla posizione numero 50 della classifica dei brani digitali di Billboard l'11 luglio 2009.

## Promozione
Shake Your Body fu eseguita per la prima volta durante il Destiny World Tour dei Jacksons nel 1979 e successivamente nel Triumph Tour nel 1981, in entrambi i casi dalla formazione senza Jermaine. Nel 1984 fu cantata per la prima volta da tutti i fratelli insieme nel Victory Tour. Nel 1987 era nella scaletta della prima parte del Bad World Tour, il primo da solista di Michael, interpretata dal cantante con l'ausilio di coristi e ballerini. Fu cantata per l'ultima volta da tutti i fratelli Jackson al completo durante i due concerti del 30º anniversario di carriera solista di Michael Jackson, il 30th Anniversary Celebration - The Solo Years, al Madison Square Garden di New York, il 7 e il 10 settembre 2001. Era prevista, ma solo come intermezzo strumentale insieme a Don't Stop 'til You Get Enough, durante il This Is It Tour, che il cantante stava allestendo, ma che fu annullato a causa della sua morte improvvisa. Le immagini delle prove, anche di questa canzone, furono inserite nell'omonimo documentario. La nuova formazione dei Jacksons senza Michael e Randy, nel frattempo ritiratosi anch'egli dal gruppo, l'ha proposta ancora durante alcuni concerti negli anni Duemiladieci.

## Tracce

### Versione vinile 7"
1. Shake Your Body (Down to the Ground) (Single Edit) – 3:54 (Michael Jackson, Randy Jackson)
2. That's What You Get (for Being Polite) – 4:57 (Michael Jackson, Randy Jackson)

### Versione vinile 12"
1. Shake Your Body (Down to the Ground) (Album Version) – 8:00 (Michael Jackson, Randy Jackson)
2. That's What You Get (for Being Polite) – 4:57 (Michael Jackson, Randy Jackson)

## Formazione
- Michael Jackson - voce principale, cori
- Jackie Jackson - cori
- Tito Jackson - chitarra e cori
- Randy Jackson - cori
- Marlon Jackson - cori

## Classifiche
| Classifiche (1978)                      | Posizione raggiunta |
| --------------------------------------- | ------------------- |
| Nuova Zelanda                           | 8                   |
| Paesi Bassi                             | 3                   |
| Regno Unito                             | 4                   |
| Stati Uniti - Classifica di Billboard   | 7                   |
| Stati Uniti - Singoli soul di Billboard | 3                   |

| Classifiche (2009)                        | Posizione raggiunta |
| ----------------------------------------- | ------------------- |
| Stati Uniti - Brani digitali di Billboard | 50                  |